# Powers (Michigan)
Powers – wieś w Stanach Zjednoczonych, w stanie Michigan, w hrabstwie Menominee.